# Parco nazionale storico

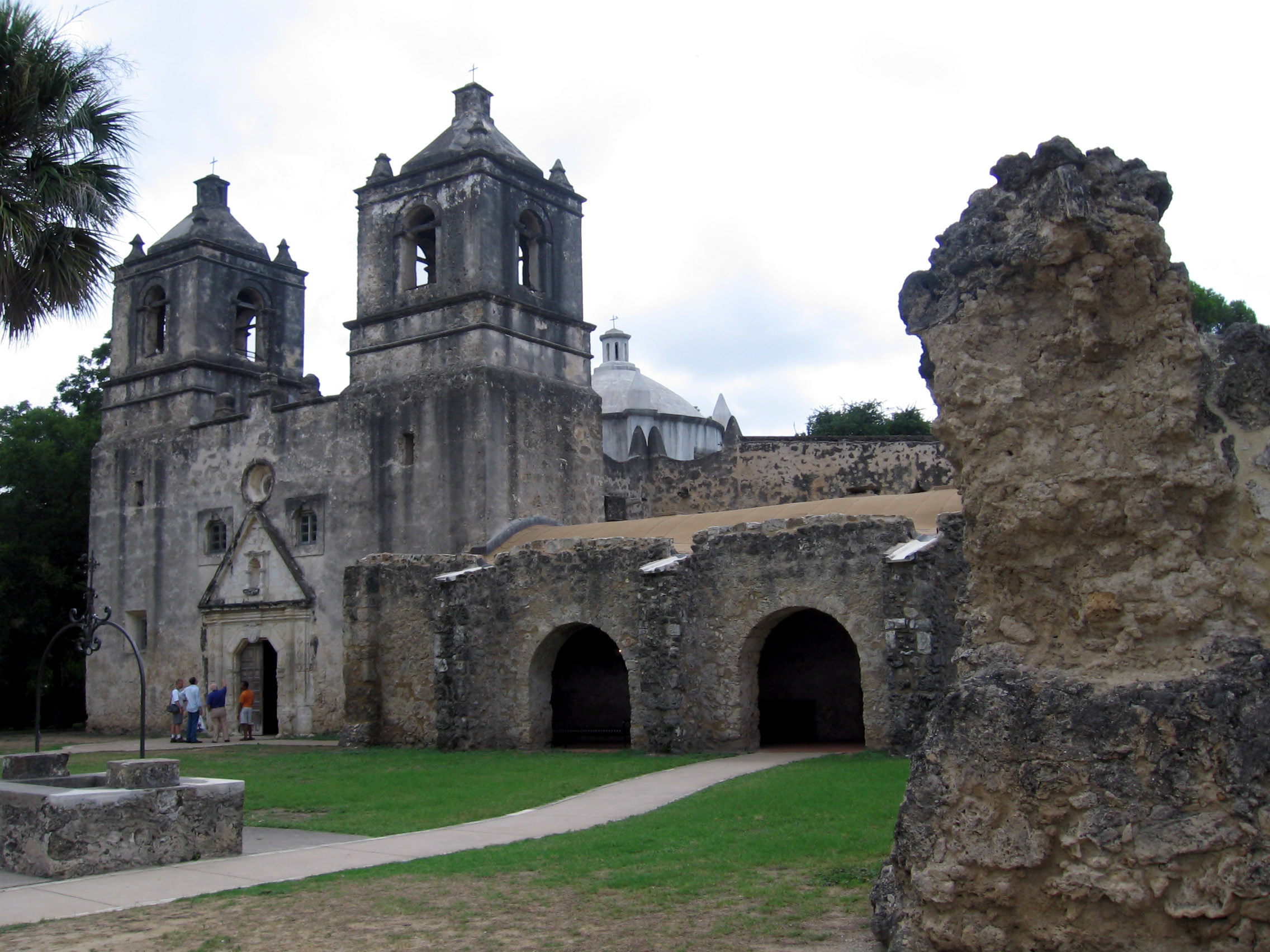
San Antonio Missions National Historical Park, Missione Concepción

Un Parco nazionale storico è un titolo assegnato alle aree protette di importanza storica, solitamente deciso da un comitato governativo che sovrintende alle risorse storiche. Di solito questi siti sono stati sottoposti a ricerche scientifiche e sono stati ritenuti importanti risorse che raccontano aspetti significativi della storia.

## Stati Uniti
Negli Stati Uniti d'America, molti parchi nazionali storici o siti nazionali storici vengono gestiti dal National Park Service. Alcuni nominati dai governi federali sono di proprietà privata, ma hanno il diritto di chiedere aiuto al National Park Service come aree affiliate.
Un parco nazionale storico si estende solitamente oltre le singole proprietà o gli edifici, e le sue risorse comprendono un misto di caratteristiche storiche e naturali.
A partire dal 15 ottobre 1966 tutte le aree storiche compresi i parchi nazionali storici ed i siti nazionali storici sono automaticamente inseriti nel National Register of Historic Places.
Esistono 41 parchi nazionali storici che coprono in totale 481.7 km²).

## Canada
In Canada i parchi nazionali storici sono gestiti dal Parks Canada. In passato il titolo di parco nazionale storico era assegnato a tutte le terre e gli edifici posseduti e gestiti come siti storici all'interno del sistema dei parchi nazionali, senza nessuna relazione con la complessità del contenuto. Il titolo non veniva applicato alle proprietà storiche comprese in un parco nazionale. Queste aree erano amministrate dal parco stesso, e non erano considerate unità a sé stanti.
Recentemente si è iniziato a discutere sull'opportunità di abolire il titolo di parco nazionale storico, semplificando la nomenclatura delle aree protette ed integrandoli nei siti nazionali storici.

## Parco internazionale storico
Canada e Stati Uniti hanno concordato un insieme di caratteristiche valide per entrambi i paesi.
Il parco internazionale storico Klondike Gold Rush è stato istituito nel 1998, centenario della corsa all'oro che commemora. Il parco è composto dal Klondike Gold Rush National Historical Park negli stati di Washington ed Alaska, e dal Chilkoot Trail National Historic Site in Columbia Britannica. Si tratta del percorso seguito da molti di coloro che cercarono la loro fortuna nel fiume Klondike, nel distretto di Yukon.